# 库费
库费（羅馬化：Al-Kūfah），又译库法，古名亞俱羅（羅馬化：ʿAqûlaʾ），是伊拉克纳杰夫省的一座城市，位于巴格达以南170公里，纳杰夫东北10公里，幼发拉底河旁。2003年人口大约110,000。
库费建于公元622年（伊斯兰教历元年），与馬什哈德、卡尔巴拉和纳杰夫一起合称什叶派四大重镇。伊斯兰教最后一位正统哈里发阿里在位时期将其定为都城。